# Планетаріум (фільм)
«Планетаріум» (фр. Planetarium) — французько-бельгійський драматичний фільм, знятий Ребеккою Злотовськи. Світова прем'єра стрічки відбулась 8 вересня 2016 року на Венеційському міжнародному кінофестивалі, а в Україні — 1 грудня 2016 року.

## Сюжет
Фільм розповідає про двох сестер, які володіють, за чутками, надприродними здібностями і вміють спілкуватися з примарами. У Парижі вони зустрічають французького продюсера, який бажає отримати для себе вигоду за допомогою здібностей дівчат.

## У ролях
- Наталі Портман — Лаура Барлоу
- Лілі-Роуз Депп — Кейт Барлоу
- Луї Гаррель — Фернан Прув
- Еммануель Селінджер — Андре Корбен
- Аміра Казар — Єва Саїд
- П'єр Сальвадорі — Андре Серв'є

## Виробництво
Зйомки фільму почались у Парижі наприкінці вересня 2015 року.

## Нагороди та номінації
| Список нагород та номінацій | Список нагород та номінацій | Список нагород та номінацій | Список нагород та номінацій | Список нагород та номінацій | Список нагород та номінацій |
| Кінопремія                  | Дата церемонії              | Категорія                   | Номінант(и)                 | Результат                   | Дж                          |
| --------------------------- | --------------------------- | --------------------------- | --------------------------- | --------------------------- | --------------------------- |
| Премія «Люм'єр»             | 30 січня 2017               | Найкраща музика             | Робен Кудер                 | Номінація                   | [ 2 ]                       |
| Премія «Сезар»              | 24 лютого 2017              | Найкращі декорації          | Катя Вишкоп                 | Номінація                   | [ 3 ]                       |